# ペーター・フォン・ダンツィヒ
ペーター・フォン・ダンツィヒ（Peter von Danzig, グダニスクのペーター）は、15世紀ドイツの剣術家。おそらくその晩年にあたる時期に、『写本44A8（Cod. 44A8）』あるいは『手稿1449（MS 1449）』として知られる剣術書を編纂した。「リヒテナウアーの友」のひとりに数えられている。
| スタブアイコン | サブスタブ | この項目は、まだ閲覧者の調べものの参照としては役立たない、人物に関連した書きかけの項目です。この項目を加筆・訂正などしてくださる協力者を求めています（P:人物伝/PJ:人物伝）。 |